# Offensiva di Belgrado
L'offensiva di Belgrado (in russo Белградская операция?, Belgradskaja operacija; in tedesco Belgrader Operation) fu una grande manovra strategica di attacco, coronata da successo, sferrata nell'autunno 1944 dall'Armata Rossa nel settore meridionale del fronte orientale, durante la seconda guerra mondiale. Dopo il crollo del sistema di alleanze della Germania nei Balcani, a seguito della rovinosa sconfitta di Iași-Chișinău, e la defezione della Romania e della Bulgaria, le forze sovietiche raggiunsero preziose posizioni strategiche da cui poterono attaccare le numerose forze tedesche in Jugoslavia, riuscendo, con un audace movimento di mezzi corazzati, a raggiungere e liberare Belgrado (20 ottobre 1944), dopo una dura battaglia dentro la città.
All'operazione parteciparono con un ruolo di grande rilievo le forze jugoslave dell'Esercito popolare di liberazione di Tito, che entrarono nella capitale insieme ai carri armati sovietici e combatterono accaniti scontri dentro l'area urbana contro le truppe tedesche.
Anche l'esercito bulgaro ebbe una parte importante minacciando le linee di comunicazione nemiche. Tuttavia l'Esercito tedesco, nonostante la perdita della capitale jugoslava e le dure perdite subite, riuscì ad evitare la distruzione completa. Battendosi con accanimento ed abilità, salvaguardò le sue vie di comunicazione facendo ripiegare in salvo in Bosnia e Croazia le truppe presenti in Grecia e in Macedonia e continuando a combattere in questo teatro di operazioni fino alla resa finale del 1945.

## L'Armata Rossa nei Balcani
Il 20 agosto 1944 l'Armata Rossa sferrò la sua terza grande offensiva estiva dell'anno, successiva alle clamorose vittorie in Bielorussia e in Volinia (operazione Bagration e offensiva Leopoli-Sandomierz) che avevano condotto i sovietici fino in Prussia orientale ed in Polonia, alla linea della Vistola. Le forze dei generali (presto promossi per le loro vittorie marescialli dell'Unione Sovietica) Malinovskij e Tolbuchin attaccarono le forze tedesco-rumene del Gruppo d'armate Ucraina Sud ottenendo in pochi giorni uno straordinario successo con conseguenze decisive non solo dal punto di vista strategico-operativo ma anche da quello politico-diplomatico.

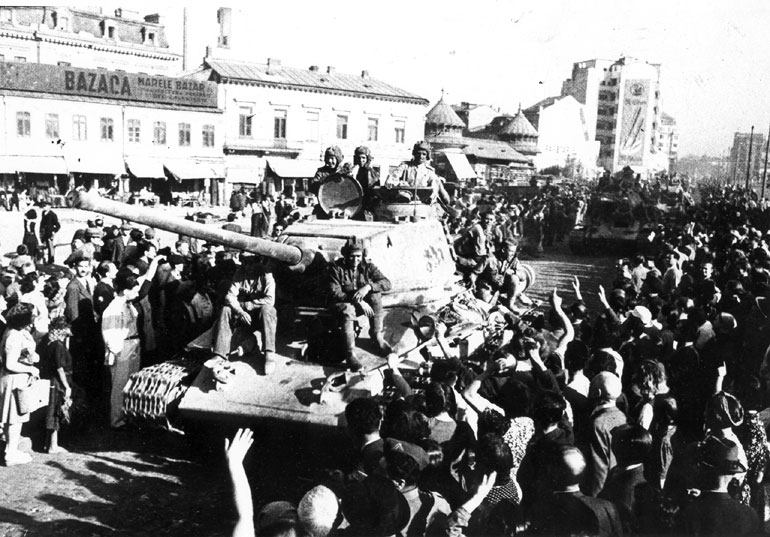
Le colonne corazzate della 6ª Armata corazzata delle guardie, entrano a Bucarest il 2 settembre 1944.

Il fronte moldavo-rumeno del nemico venne completamente sbaragliato, diciotto divisioni tedesche vennero rapidamente circondate e distrutte, aprendo la strada di Bucarest e del Danubio per le colonne corazzate sovietiche. La sconfitta provocò drammatici sviluppi in Romania con la destituzione il 23 agosto del Conducător Antonescu e il cambio di alleanze deciso immediatamente dal re Michele; la Romania passò dalla parte alleata mettendo in campo cospicue forze armate accanto all'Armata Rossa e cooperando alla liberazione del resto del paese. L'8 settembre anche la Bulgaria, verso cui le forze sovietiche si avvicinavano senza trovare opposizione, abbandonò l'alleanza con la Germania e si affiancò all'Unione Sovietica, aprendo il paese alla pacifica occupazione delle forze del 3º Fronte ucraino del maresciallo Tolbuchin. Stalin e l'Armata Rossa avevano così ottenuto risultati di grande importanza politica e militare ed erano in posizione per dominare l'area balcanica, minacciando l'Ungheria, ultimo debole e precario alleato del Terzo Reich e l'area greco-jugoslava dove stazionavano forze tedesche molto numerose, impegnate in compiti di occupazione e di repressione della resistenza delle popolazioni invase, organizzata principalmente dalle organizzazioni militari comuniste legate all'Unione Sovietica.

## Operazione Belgrado

### I piani dell'Armata Rossa
Dopo aver raggiunto fondamentali posizioni strategiche in Romania ed in Bulgaria, lo Stavka si proponeva di sfruttare la momentanea debolezza del nemico e proseguire l'avanzata sia nelle pianure ungheresi, in direzione di Budapest e di Debrecen con le armate del centro e dell'ala destra del 2º Fronte ucraino del maresciallo Rodion Malinovskij, in connessione con le forze del 4º Fronte ucraino del generale Vasilij Petrov, in combattimento in Slovacchia; sia in Jugoslavia, puntando direttamente su Belgrado e contando sul supporto del nuovo alleato bulgaro e sulle cospicue e combattive forze dell'Esercito popolare di Tito.

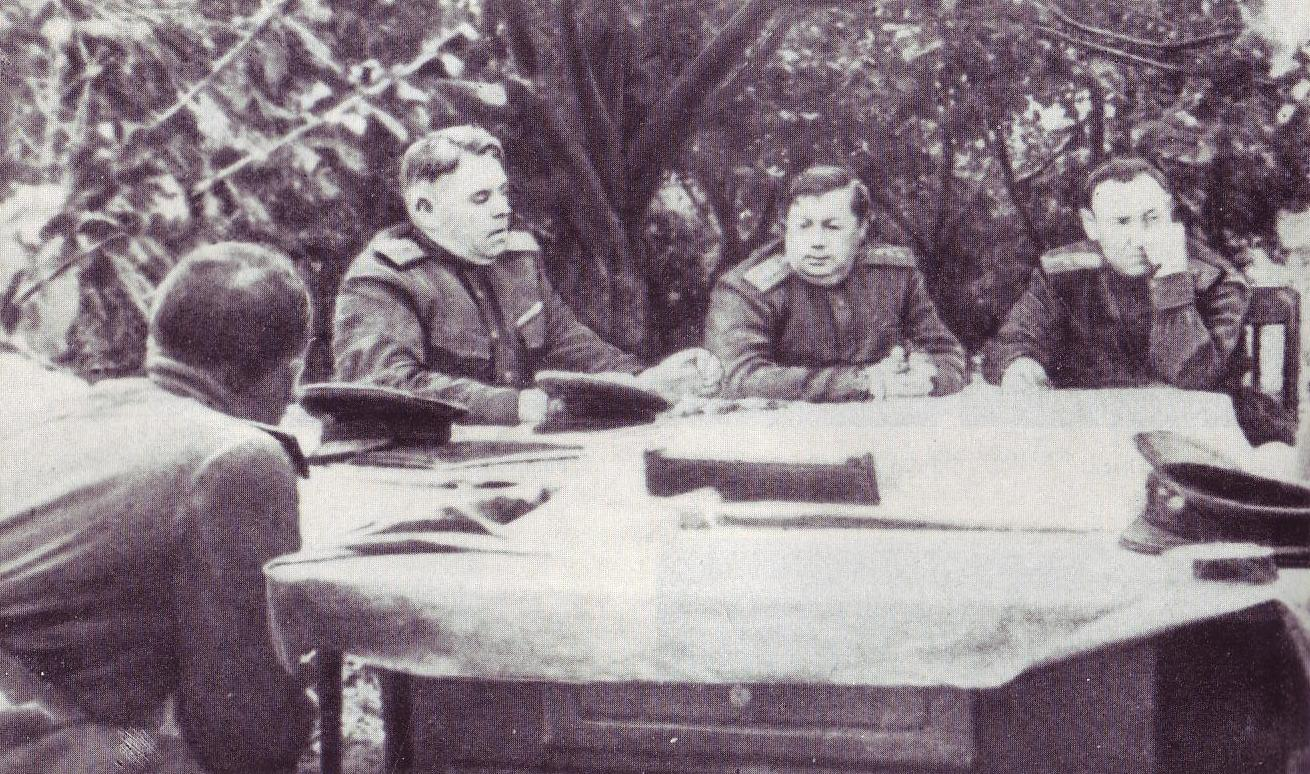
Riunione di ufficiali superiori sovietici: a sinistra il maresciallo Vasilevskij, al centro il maresciallo Tolbuchin, protagonista dell'offensiva su Belgrado, a destra il capo di Stato maggiore del 3º Fronte ucraino, generale Birjuzov.

I piani dell'Armata Rossa (delineati per la prima volta il 20 settembre) per la marcia su Belgrado, prevedevano l'intervento principale del 3º Fronte ucraino del maresciallo Fëdor Tolbuchin che avrebbe attaccato, dalle sue posizioni al confine bulgaro, direttamente sulla capitale jugoslava, partendo da Vidin. Con la 57ª Armata concentrata a Negotin e la 37ª Armata schierata a Jambol e Burgas, il 3º Fronte ucraino, avrebbe attraversato la Morava, valicato le difficili montagne fino a Petrovac e quindi marciato per Palanka e Belgrado, impegnando audacemente in testa il 4º Corpo meccanizzato delle guardie (concentrato con urgenza a Jambol) come forza di sfruttamento rapido in profondità.
Le armate del maresciallo Tolbuchin sarebbero state supportate dalle forze dell'ala sinistra di Malinovskij (46ª Armata con tre corpi), che avrebbero attaccato Vršac e Pančevo, a nord di Belgrado, mentre l'esercito bulgaro avrebbe attivato tre armate e marciato su Niš e Leskovac per cercare di intercettare le comunicazioni delle forze tedesche schierate in Grecia e Macedonia. L'Esercito popolare jugoslavo avrebbe impegnato due raggruppamenti, con quattro corpi di truppe (I Korpus, XII Korpus, XIII Korpus e XIV Korpus), per collegarsi con le forze meccanizzate di Tolbuchin e liberare insieme la capitale slava.
Nel complesso l'Armata Rossa avrebbe impegnato diciannove divisioni di fucilieri, oltre 500 carri armati e cannoni semoventi, 2 000 aerei, raggruppati nella 17ª Armata aerea, che installò un "gruppo operativo" in Bulgaria con basi a Lom, Sofia e Plovdiv, ed in una parte della 5ª Armata aerea; inoltre sarebbe entrata in azione anche la "Flottiglia del Danubio". L'offensiva sovietica, organizzata e pianificata con la massima urgenza, sarebbe iniziata alla fine di settembre, le forze jugoslave avrebbero marciato su Belgrado a partire dal 9-10 ottobre; mentre i bulgari sarebbero passati all'attacco l'8 ottobre.

### Le forze tedesche nei Balcani

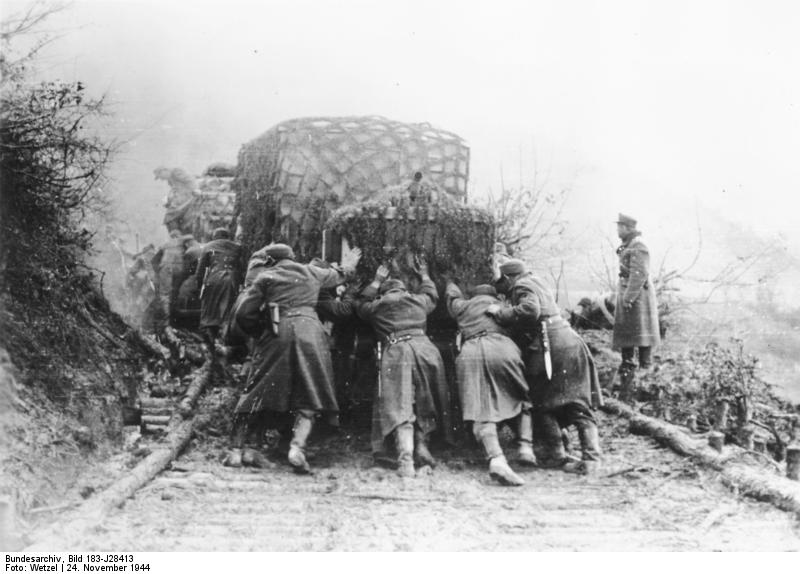
Colonna di truppe tedesche in ritirata nei Balcani.

Le numerose ed eterogenee forze tedesche schierate in Jugoslavia e in Grecia erano state poste da Hitler al comando dell'esperto feldmaresciallo Maximilian von Weichs, nominato responsabile generale del teatro Sud-Orientale (Oberbefehlshaber Süd-Öst). Raggruppate in due gruppi d'armate (Gruppo d'armate E, schierato in Grecia, Albania e isole greche, al comando del generale della Luftwaffe Alexander Löhr, e Gruppo d'armate F, schierato in Jugoslavia al comando diretto di Weichs), le forze tedesche ammontavano a circa 500 000 uomini, di cui 300 000 del Gruppo d'armate E, con una congerie di equipaggiamenti tedeschi e di preda bellica, numerosi reparti "ad hoc", alcune formazioni di cannoni d'assalto e cacciacarri, numerose unità Waffen-SS volontarie, ed efficienti divisioni di "Jäger" (fanteria leggera) e truppe da montagna.

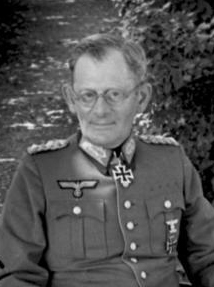
Il feldmaresciallo von Weichs, comandante del Gruppo d'armate F nei Balcani.

Si trattava di forze carenti di equipaggiamenti pesanti ma molto combattive e decise a difendere il territorio ed eventualmente a sfuggire alla distruzione organizzando un metodico ripiegamento In realtà Hitler era risolutamente contrario ad organizzare una ritirata dalla Grecia, minacciata dal concentramento di forze sovietico-bulgare sul fianco. Al contrario, ipotizzando possibili contrasti tra sovietici e britannici per i tradizionali conflitti di interesse nell'area greco-turca, era deciso a resistere senza cedere alcun territorio.
Per proteggere le comunicazioni del Gruppo d'armate E e sbarrare la strada per la Serbia, il feldmaresciallo von Weichs, con le forze del Gruppo d'armate F disponibili, costituì due raggruppamenti principali: il 34º Armeekorps del generale Friedrich-Wilhelm Müller schierava la 1ª Divisione da montagna e la 7ª Divisione SS da montagna "Prinz Eugen" a difesa della linea della Morava; mentre più a nord per proteggere Belgrado era in via di organizzazione un Armee-abteilung Serbian al comando del generale Hans-Gustav Felber con i due distaccamenti "Schneckenburger" e "Stern", costituiti da elementi di due divisioni di "Jäger", da SS della 4ª SS Polizei, da una divisione della FlaK e da kampfgruppen improvvisati con cannoni d'assalto, cacciacarri e fanteria motorizzata. Il contingente tedesco impegnato nella campagna sarebbe aumentato più tardi ed avrebbe opposto un'accanita resistenza intralciando la manovra sovietica e riuscendo infine a coprire con successo la ritirata delle forze stazionanti in Grecia.

### Offensiva combinata

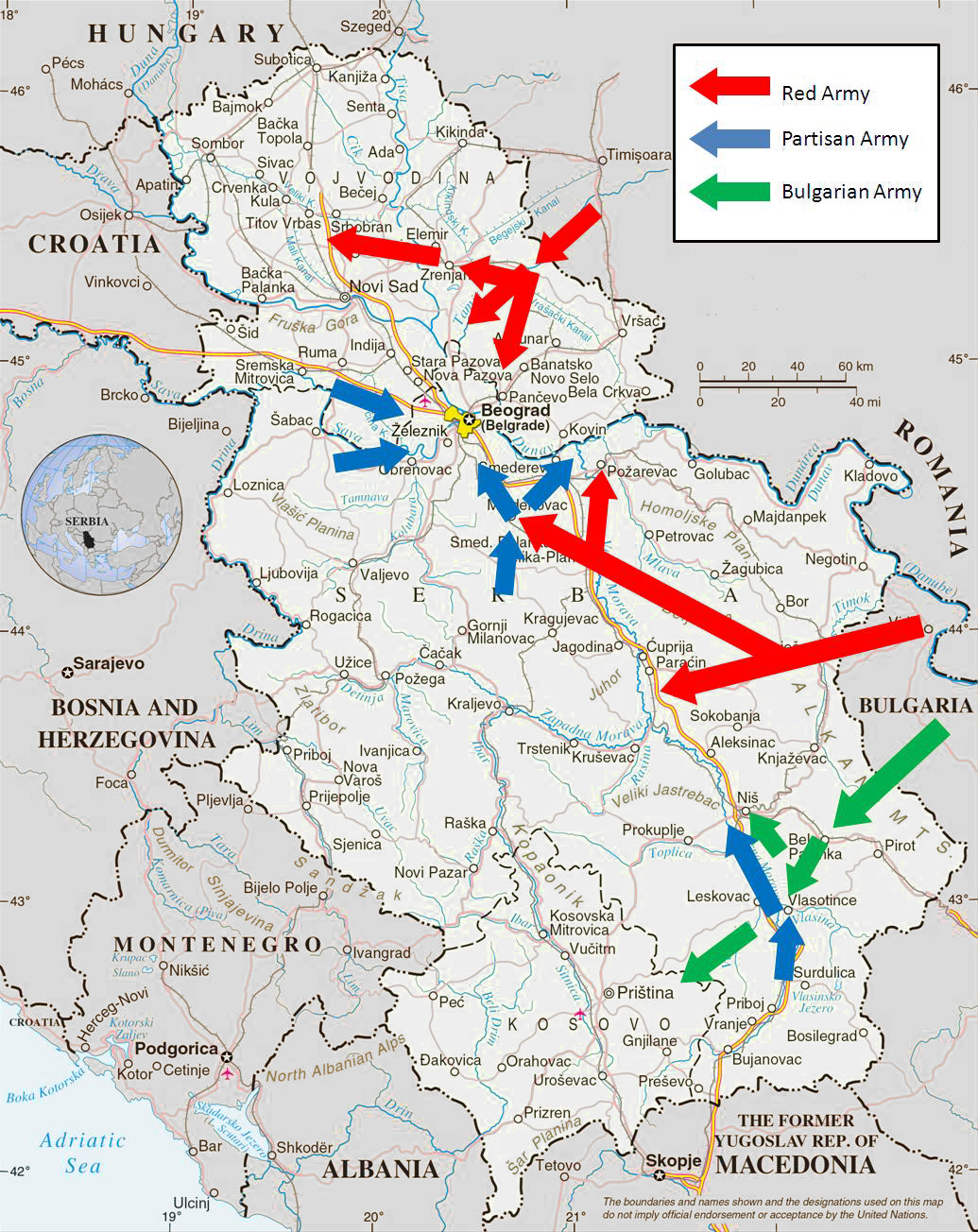
Carta delle operazioni durante l'Offensiva combinata sovietico-bulgaro-jugoslava su Belgrado.

Già alla fine di settembre si svolgevano le manovre preliminari delle armate sovietiche per raggiungere le posizioni di partenza da cui sferrare l'offensiva principale, ed il 30 settembre il 75º Corpo dell'Armata Rossa, sul fianco sinistro del 3º Fronte ucraino del maresciallo Tolbuchin, entrava finalmente a Negotin, supportato anche dalle cannoniere della "Flottiglia del Danubio" che avevano risalito il fiume. Nel contempo si tenevano importanti incontri tra i capi politici e militari per coordinare al meglio la complessa offensiva combinata. Il 19 settembre Tito in persona volò a Mosca per incontrare Stalin. L'incontro fu piuttosto freddo; Stalin irritò il capo jugoslavo con i suoi modi bruschi e rivolgendosi a lui per tutto l'incontro chiamandolo "Walter" (il vecchio nome di battaglia adottato da Tito durante la sua partecipazione alla guerra di Spagna), ma, nonostante chiari contrasti di vedute politiche, i due si accordarono in modo soddisfacente sugli aspetti militari e sulla collaborazione tra i sovietici e le forze partigiane a cui sarebbero stati forniti armi moderne ed abbondanti equipaggiamenti.
Il 5 ottobre il generale Birjuzov, capo di stato maggiore del maresciallo Tolbuchin, raggiunse Craiova, sede temporanea del quartier generale slavo, dove si incontrò a sua volta, insieme ad un rappresentante bulgaro, con Tito; l'accordo tripartito tecnico-militare fu raggiunto, l'Esercito popolare jugoslavo mantenne la sua preziosa autonomia strategica e il 6 ottobre Peko Dapčević, comandante del "1º Gruppo d'armata" ricevette gli ordini definitivi di attaccare verso Obrenovac in collaborazione con gli alleati.
Nel frattempo era proseguita, con una certa difficoltà, l'offensiva del 3ºFronte ucraino del maresciallo Tolbuchin; dopo duri scontri, la 57ª Armata (generale Gagen) riuscì ad avvicinarsi alla Morava e a prendere contatto il 4 ottobre con i primi reparti jugoslavi; l'avanzata combinata continuò nell'aspro territorio di montagna nelle regioni orientali della Serbia, duramente contrastata dalle due combattive divisioni dell'Armeekorps del generale Müller. Solo l'8 ottobre, al centro del fronte d'attacco della 57ª Armata, il 68º Corpo, dopo aver guadagnato terreno, raggiunse il fiume e conquistò una preziosa testa di ponte a Velika Plana. Tolbuchin decise di sfruttarla per velocizzare l'avanzata verso Belgrado, facendo entrare in campo il 4º Corpo meccanizzato delle guardie, che già il 9 ottobre ricevette ordine di muovere attraverso i difficili sentieri montuosi, partendo dalla sua area di concentrazione a sud di Vidin e raggiungere la capitale jugoslava entro il 14 ottobre.

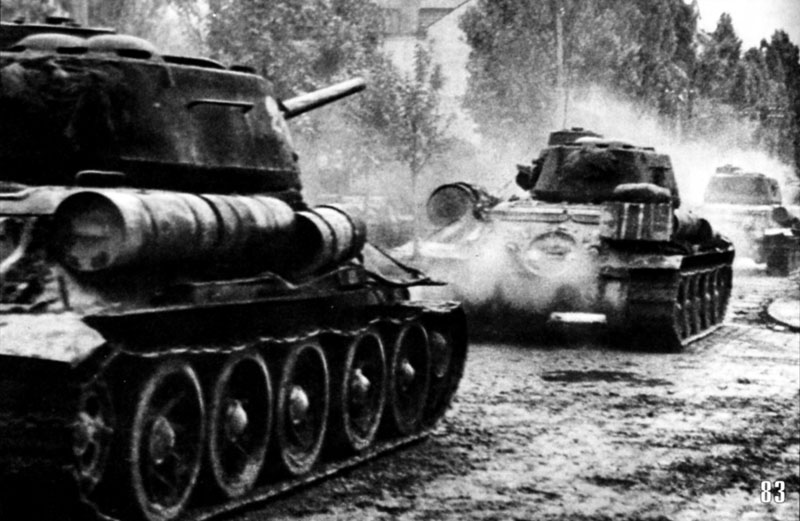
Colonna di carri del 4º Corpo meccanizzato delle guardie in marcia verso Belgrado.

L'esperto 4º Corpo meccanizzato delle guardie (costituito da 17 000 soldati e circa 180 mezzi corazzati) riuscì nella difficile avanzata sui sentieri di montagna nonostante grandi difficoltà logistiche; a causa della grave carenza di autocarri, il maggior generale V.Ždanov, comandante del corpo meccanizzato, dovette caricare la gran parte delle scorte e del carburante sui carri armati e concentrò la potenza offensiva soprattutto nelle sue unità di punta della 36ª Brigata corazzata delle guardie. La manovra si concluse con successo il 10 ottobre, e in quella data il corpo meccanizzato delle guardie raggiunse l'area di Petrovac, pronto ad attaccare verso Belgrado. Nel frattempo la 57ª Armata del 3º Fronte ucraino del maresciallo Tolbuchin aveva già intercettato la linea ferroviaria Niš-Belgrado, mentre anche la 2ª Armata bulgara del generale Stanchev era passata all'attacco direttamente verso Niš.
Sul fianco destro era inoltre entrata in azione la 46ª Armata del generale Slemin, appartenente al 2º Fronte ucraino del maresciallo Malinovskij. Fronteggiando deboli difese tedesche e operando in un terreno pianeggiante più favorevole, queste forze sovietiche avanzarono con maggiore facilità e raggiunsero Pančevo già il 5 ottobre, posizionandosi poi a semicerchio a nord e nord-est della capitale jugoslava, sulla riva settentrionale del Danubio. Più a nord altri due corpi della 46ª Armata penetrarono in Voivodina, e, dopo aver sconfitto le unità della 4. SS "Polizei", avanzarono su Petrovgrad e raggiunsero il corso meridionale del Tibisco, già raggiunto nel suo tratto settentrionale in Ungheria dalle altre armate di Malinovskij. Il 37º Corpo della 46ª Armata attraversò anche questo fiume a Senta e Bečej e quindi liberò Subotica, la città più importante del Banato.

### Marcia su Belgrado
Il 12 ottobre il 3º Fronte ucraino del maresciallo Tolbuchin diede inizio alla fase decisiva dell'offensiva su Belgrado: il 4º Corpo meccanizzato delle guardie attraversò la Morava e avanzò verso Topola e Mladenovac, avvicinandosi alla capitale jugoslava da sud, mentre i corpi della 57ª Armata cooperavano con i mezzi corazzati. La situazione del Gruppo d'armate F del feldmaresciallo von Weichs era ora particolarmente difficile, ma il comando tedesco era deciso a battersi duramente per mantenere il possesso della capitale slava e soprattutto per favorire il ripiegamento del Gruppo d'armate E dalla Grecia.
Alle notizie dell'offensiva sovietico-bulgara in Macedonia, Hitler aveva finalmente autorizzato la ritirata delle forze del generale Löhr, e il 4 ottobre le truppe tedesche iniziarono l'evacuazione di Atene, dove il 14 ottobre sbarcarono i primi contingenti britannici, mentre già in precedenza altri reparti di paracadutisti inglesi avevano raggiunto Patrasso. Dopo l'interruzione della via di comunicazione Niš-Belgrado, divenne decisivo per i tedeschi difendere Kraljevo che dominava l'accesso alla valle dell'Ibar e della Morava, e offriva una via d'uscita alle truppe tedesche in ritirata dalla Grecia.

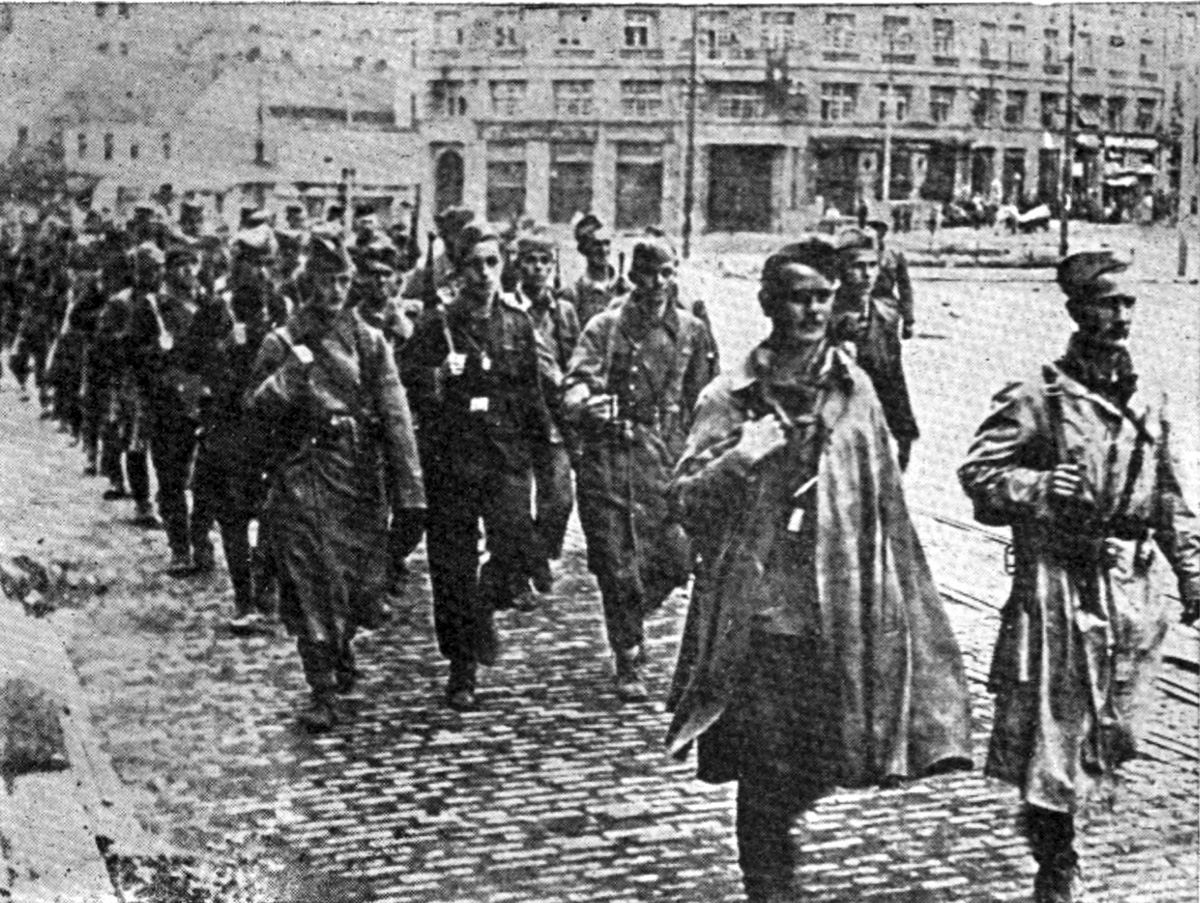
Partigiani dell'Esercito Popolare di Liberazione della Jugoslavia entrano a Belgrado.

A questo scopo venne costituito un cosiddetto Armeegruppe Müller che, con 7ª SS "Prinz Eugen", la 104ª Jäger, la 181ª e 197ª Divisione fanteria, presto rinforzate dalla eccellente 22. Luftlande Infanterie-Division, organizzò uno sbarramento efficace respingendo con dure perdite i tentativi nemici di occupare Kraljevo, mentre anche a sud di Belgrado l'avanzata del 4º Corpo meccanizzato delle guardie venne duramente ostacolata dai gruppi "Schneckenburger" e "Stern" che con, continui agguati di mezzi corazzati e cannoni anticarro nelle aspre strade di montagna, inflissero notevoli perdite prima di essere a loro volta sbaragliati dai carri armati dell'Armata Rossa.

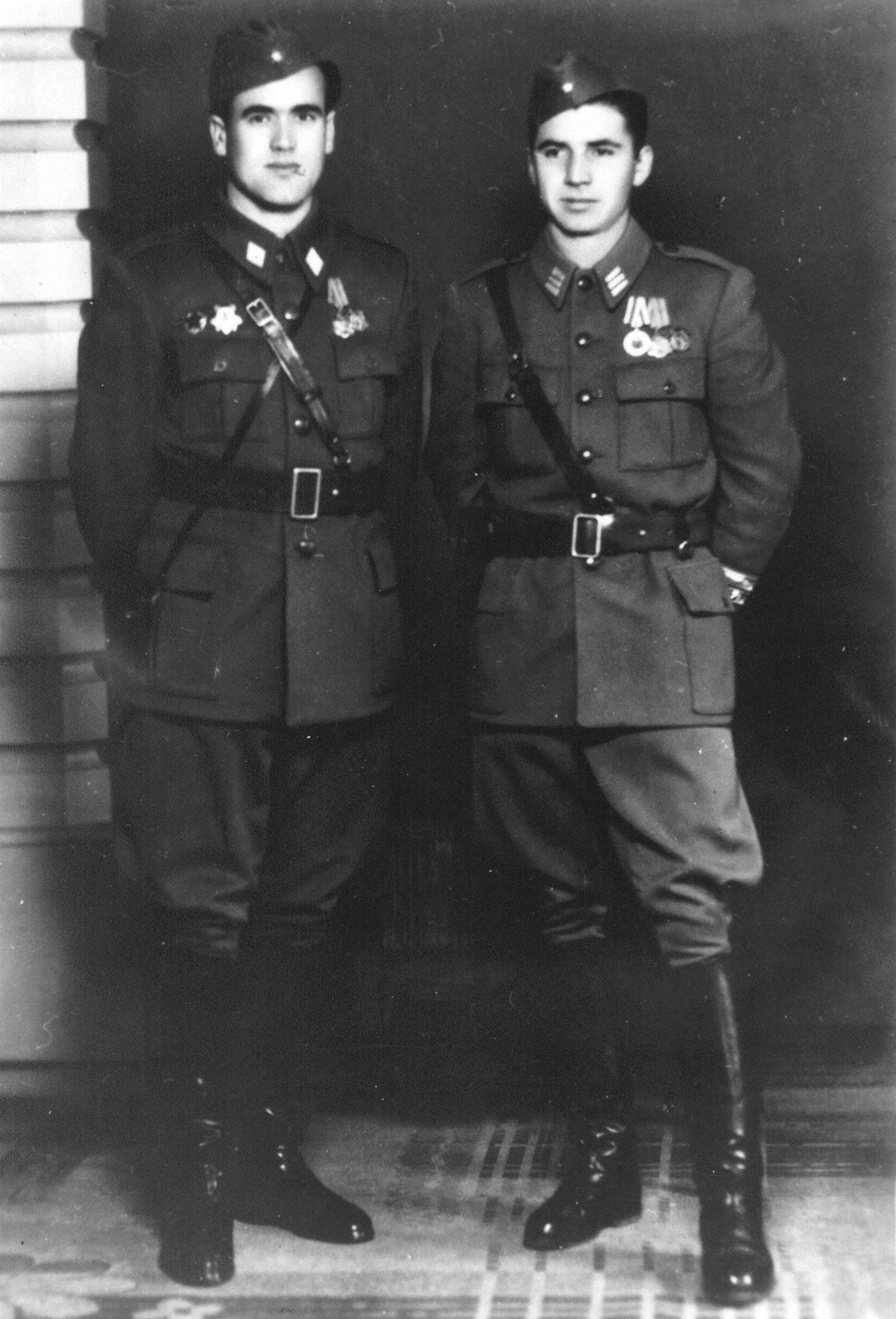
A destra il commissario politico della 1ª Divisione proletaria Vlado Šćekić, a sinistra il comandante Vaso Jovanović.

Per facilitare l'avanzata, l'aviazione sovietica intervenne in forze, colpendo pesantemente le postazioni serbe e tedesche, senza risparmiare attacchi a luoghi pubblici pullulanti di civili jugoslavi, scuole, chiese e ospedali militari, mentre il maresciallo Tolbuchin organizzò una manovra combinata per cercare di accerchiare le truppe nemiche dell'"Armee-abteilung Serbia" a sud di Belgrado. Dopo che a Velika Plana i reparti del 4º Corpo meccanizzato delle guardie si erano già congiunti con alcuni reparti dell'Esercito popolare jugoslavo, le brigate meccanizzate del generale Ždanov raggiunsero finalmente, dopo duri combattimenti, le alture di Avala, dieci km a sud della capitale, dove si incontrarono con il "1º Gruppo d'armata" di Peko Dapčević, prendendo posizione per l'attacco finale alla città. Nel frattempo le forze tedesche del generale Felber, comandante dell'"Armee-abteilung Serbian" erano ormai disgregate in gruppi separati: Belgrado era difesa da circa 22 000 soldati del gruppo "Schneckenburger", mentre un secondo gruppo di 20 000 soldati cercava di sfuggire dall'accerchiamento della 57ª Armata a Požarevac e Kučevo, ed un terzo gruppo di 15 000 uomini riusciva a ritirarsi lungo la riva meridionale del Danubio, diregendosi verso i ponti sulla Sava, a nord-ovest della città.
Il 14 ottobre il 4º Corpo meccanizzato delle guardie sferrò l'attacco decisivo verso la capitale jugoslava; la formazione meccanizzata doveva attaccare in un settore ristretto e penetrare rapidamente dentro la città, puntando verso i ponti sulla Sava per bloccare la via di fuga principale dei tedeschi. Il maresciallo Tito sollecitò ancora una volta di permettere alle sue truppe di entrare simbolicamente per prime dentro Belgrado e il generale Ždanov ordinò quindi ai suoi carristi di far salire sopra i carri del 4º Corpo meccanizzato i soldati dell'Esercito popolare. Anche la "Flottiglia del Danubio" avrebbe ulteriormente risalito il fiume per partecipare alla battaglia.
Ancora nell'oscurità del primo mattino ebbe inizio l'attacco alle alture di Avala: dopo una tenace resistenza nemica le forze sovietico-jugoslave sfondarono la prima linea tedesca ed entrarono dentro la città, seguite da unità di genieri impegnate a liberare il passaggio e disinnescare le innumerevoli mine disseminate dai tedesche per intralciare l'avanzata e distruggere la città. Peko Dapčević sferrò l'attacco con la 1ª Divisione proletaria di Vaso Jovanović, schierata al centro del I Korpus; i partigiani della 1ª Brigata proletaria e della 3ª Brigata della Craina, in cui erano inquadrati anche due battaglioni di volontari italiani, "Garibaldi" e "Matteotti", guidarono l'attacco a partire dalla notte del 14-15 ottobre. I partigiani riuscirono ad entrare dentro Belgrado nonostante la resistenza tedesca e raggiunsero il centro cittadino dove però la loro avanzata divenne più difficile. La battaglia continuò accanitamente il 15 e il 16 ottobre e solo il 17 ottobre le due brigate partigiane poterono raggiungere i loro obiettivi principali. Il 16 ottobre le truppe sovietiche del 4º delle guardie vennero messe in difficoltà da un contrattacco tedesco alle loro spalle, ma dopo aver respinto questo tentativo e distrutto le forze nemiche, il 19 ottobre i reparti meccanizzati ripresero l'avanzata; si succedettero violenti scontri negli edifici cittadini e nelle strade, e i sovietici fecero ampio uso del fuoco dei carri, dell'artiglieria e dell'aviazione per schiacciare i nuclei di resistenza.
Il 19 ottobre la "Flottiglia del Danubio" bombardò a sua volta la città e conquistò l'isola di Ratno, tagliando la via di fuga ai tedesche oltre la Sava e il Danubio; il 20 ottobre la 3ª Brigata della Craina infine conquistò anche la fortezza di Kalemegdam, la vecchia fortezza turca dove i tedeschi avevano organizzato una tenace resistenza, e occupò i ponti sulla Sava; alle ore 11.00 del 20 ottobre 1944 Belgrado venne dichiarata completamente liberata. Le residue truppe tedesche dell'Armee-abteilung Serbian del generale Felber (reparti di cacciatori, truppe da montagna, Waffen-SS e contraerea della Luftwaffe) cercarono di sfuggire attraverso Zemun in direzione ovest. Sotto i bombardamenti dell'aviazione sovietica, anche Zemun cadde il 22 ottobre, mentre già il 20 ottobre i generali Ždanov e Peko Dapčević si erano simbolicamente incontrati e abbracciati nel centro della città per celebrare la vittoria congiunta sovietico-jugoslava e la liberazione di Belgrado. Nei giorni seguenti si sarebbe tenuta una solenne parata della vittoria nelle vie della capitale alla presenza di Tito, con la sfilata dei reparti dell'Esercito popolare e dei carri armati T-34/85 della 36ª Brigata corazzata delle guardie del 4º Corpo meccanizzato delle guardie.
La battaglia era stata aspramente combattuta dal 14 al 20 ottobre, e i tedeschi subirono pesanti perdite, 15 000 furono i morti e 9 000 i prigionieri, a sud e sud-est della città altri reparti tedeschi accerchiati si batterono fino alla fine, mentre una parte delle truppe riuscì a sfuggire verso ovest per riunirsi al grosso dell'Esercito tedesco in ripiegamento in Croazia e Bosnia. Nel frattempo il comando tedesco, mentre si batteva con la massima decisione dentro Belgrado, aveva soprattutto condotto un'abile ritirata del Gruppo d'armate E. Dopo la perdita di Niš, divenne decisivo difendere Kraljevo e il Armeegruppe Müller riuscì in questa difficile missione: la 2ª Armata bulgara venne contenuta a sud, mentre la 22. Luftlande Infanterie-Division, trasportata d'urgenza da Salonicco, rafforzò in modo decisivo le forze del generale Müller che condusse con grande abilità la battaglia. Per molti giorni le forze tedesche mantennero aperto questo varco e permisero infine il ripiegamento dell'intero Gruppo d'armate E, con i suoi 300 000 uomini e gran parte dell'equipaggiamento

## Conclusione
I carri del valoroso 4º Corpo meccanizzato delle guardie, subito dopo aver sfilato nelle vie di Belgrado ed aver raccolto il saluto della popolazione, proseguirono senza sostare verso i ponti provvisori costruiti in fretta sul Danubio; li attendeva una nuova missione in Ungheria, secondo le disposizioni del comando sovietico. Impegnati in un violento scontro nelle pianure ungheresi, Stalin e lo Stavka stavano pianificando con la massima urgenza un attacco diretto a Budapest per cui era richiesto il concorso decisivo del 4º delle guardie. Entro il 29 ottobre, come Stalin chiarì personalmente al maresciallo Malinovskij, il 2º Fronte ucraino doveva attaccare la capitale ungherese e conquistarla d'assalto, impegnando nella fase finale il 4º meccanizzato, fatto risalire da Belgrado direttamente nel Grande Alföld ungherese.

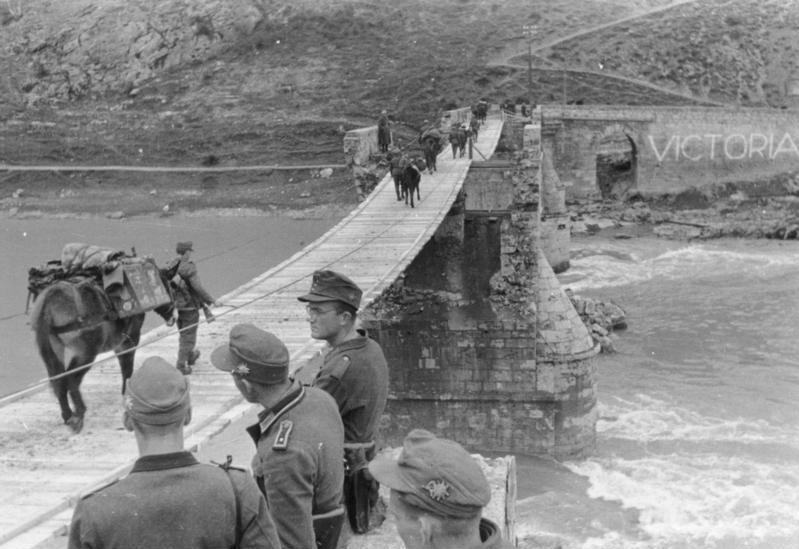
Truppe da montagna tedesche in azione nel difficile territorio jugoslavo-albanese.

La battaglia sarebbe stata molto più difficile di quanto ipotizzato ottimisticamente da Stalin, e il 4º Corpo delle guardie sarebbe stato impegnato, insieme a numerose altre formazioni dell'Armata Rossa, in estenuanti scontri in Ungheria fino alla primavera 1945. Con la partenza verso nord-ovest, abbandonando il territorio serbo, della maggior parte delle forze del 3ºFronte ucraino del maresciallo Tolbuchin, si concludeva l'impegno diretto sovietico nel difficile teatro balcanico e nella confusa situazione jugoslava. Seguendo fedelmente gli accordi informali intercorsi con Churchill nel celebre incontro di Mosca del 9 ottobre 1944, Stalin si disinteressava in questo modo della situazione di potere in Jugoslavia e soprattutto in Grecia, considerata terreno di predominio britannico, e si concentrava invece sul raggiungimento, mediante la conquista militare, di fondamentali vantaggi politici nella pianura danubiana, oltre ad organizzare il potere comunista in Romania e Bulgaria.
Nei mesi seguenti quindi, mentre l'Esercito tedesco riusciva ad organizzare un nuovo schieramento difensivo a nord di Belgrado, le forze di Tito continuavano con la massima combattività la guerra in Croazia e Bosnia ed Erzegovina, e l'Armata Rossa combatteva lungamente in Ungheria, l'Esercito britannico, secondo le spregiudicate direttive di Churchill, avrebbe sconfitto le forze della resistenza comunista in Grecia (ELAS) e imposto un potere filo-occidentale senza alcuna interferenza diretta di Stalin.